# Péridinine
La péridinine est un caroténoïde collecteur de lumière associé à la chlorophylle et présent dans le complexe péridinine-chlorophylle-protéine des dinoflagellés, particulièrement bien étudiés chez Amphidinium carterae (en). Ce complexe est formé d'une protéine qui possède une grande cavité interne où se trouvent de la péridinine, de la chlorophylle et des lipides, avec généralement un ratio 4:1 entre la péridinine et la chlorophylle,,.

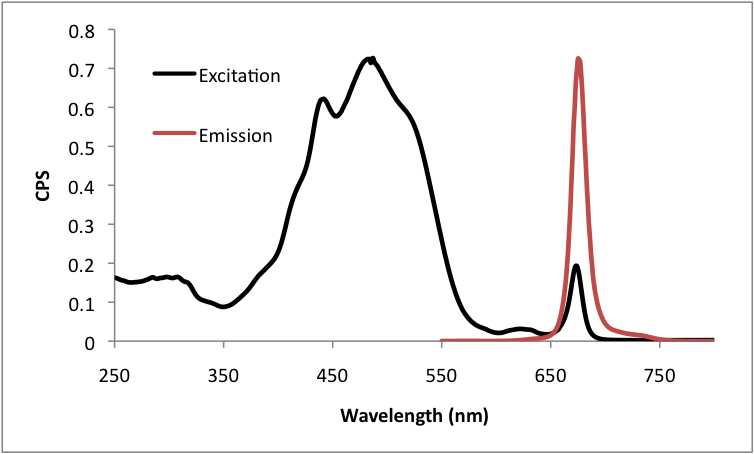
Spectre d'absorption de la péridinine (en noir).

Spectres d'absorption de la chlorophylle a et de la chlorophylle b.

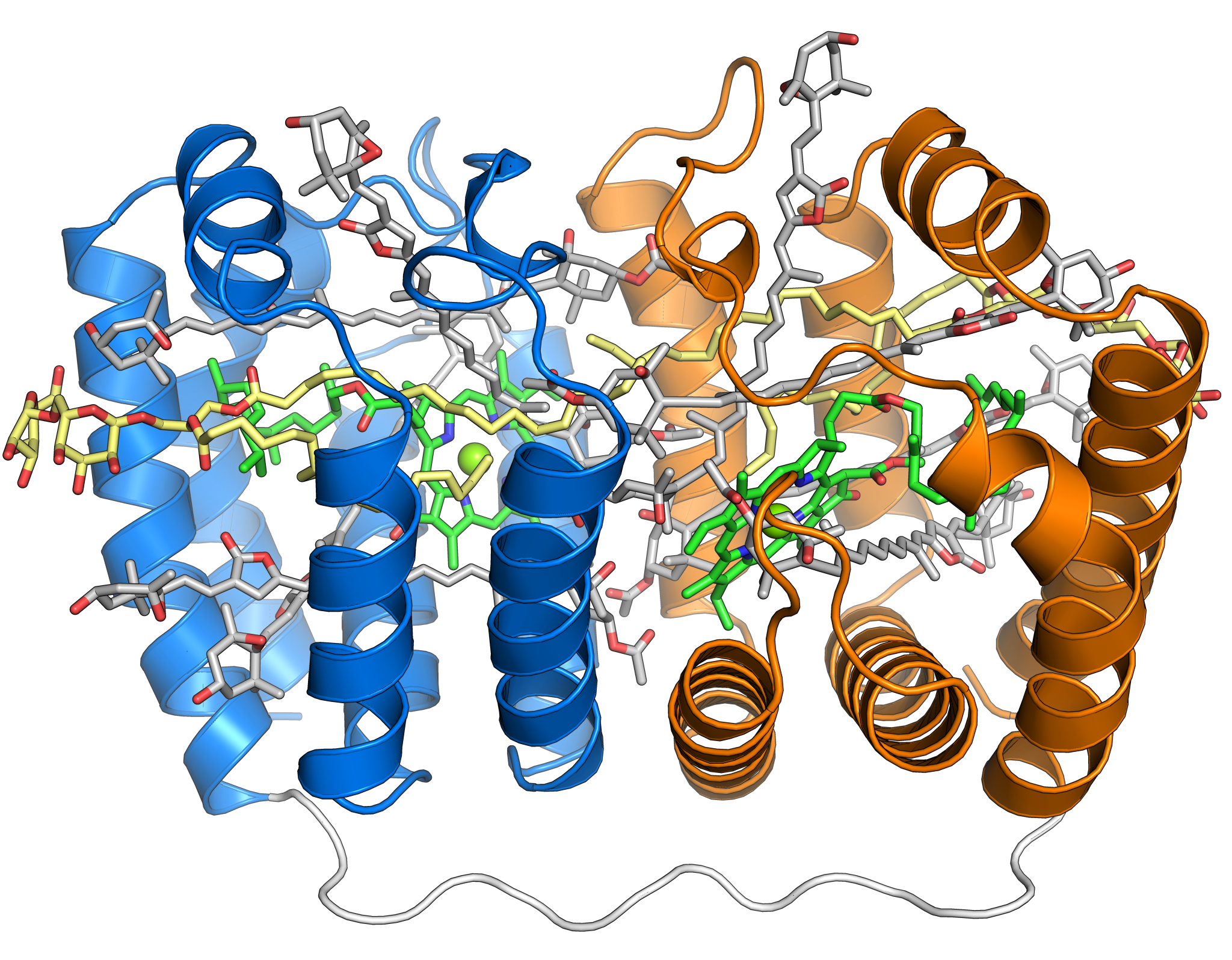
Structure du complexe péridinine-chlorophylle-protéine soluble du dinoflagellé Amphidinium carterae (en). Ce complexe est présent chez de nombreux dinoflagellés photosynthétiques et est structuré autour d'une protéine de forme creuse évoquant une barque avec deux répétitions de huit hélices α (représentées en bleu et en orange) entourant une cavité centrale remplie de pigments photosynthétiques. Chaque segment à huit hélices se lie à une molécule de chlorophylle a (en vert), une molécule de diglycéride (en jaune) et quatre molécules de péridinine (en gris) (PDB 1PPR[2]).

La péridinine absorbe la lumière bleu-vert dans les longueurs d'onde de 470  à   550 nm, ce qui étend sensiblement le domaine d'absorption couvert par la chlorophylle a et la chlorophylle b.
Ce complexe se trouve dans de nombreuses algues unicellulaires dinoflagellés photosynthétiques, autrement appelées, par éponymie, péridiniens.